# 大報復 (電視劇)
《大報復》是香港無線電視在1977年製作民初電視劇，是繼狂潮後第二套長劇，由鄭少秋、劉松仁及黃淑儀主演。故事改編自世界名著，大仲馬所作的《基度山恩仇記》，但把故事背景改為中華民國大陸時期的中國南部。

## 演員列表
| 演員   | 角色                                             | 簡要介紹 |
| ------ | ------------------------------------------------ | --- |
| 鄭少秋 | - 陳廣勝 - 黃力 - 魏神父 - 元灝正博士 - 吉田幸夫 | 貨船潮安號上的大副，因被陷害而在婚禮前被捕，被囚14年後越獄。因找到寶藏而成為富翁。為報仇而化身為不同身份：富翁元灝正博士、魏神父和日本銀行家吉田幸夫等。 |
| 徐廣林 | 阿泉                                             | 黃力手下，本為走私客 |
| 鄭則士 | 陸吉                                             | 元博士的僕人 |
| 劉國誠 | 阿李                                             | 元博士的啞僕 (此角色後期改由鄭則士代替) |
| 劉錦坤 | 阿丁                                             | 元博士的僕人 |
| 關海山 | 葉成蔭                                           | 學識淵博的前清遺老，陳廣勝之囚友 |
| 黃淑儀 | 梅秀娣                                           | 陳廣勝之未婚妻，廣勝入獄後嫁與林志楠。最後離開林志楠，返回汕頭。                                                                                         |
| 黃植森 | - 林志楠 - 林武堂                                | 梅秀娣表哥，與杜國才毀害陳廣勝。出賣上師余軍長，並將余軍長母女賣落青樓。妻離子散後，最後吞槍自盡。                                                       |
| 石修   | 林天賜                                           | 林武堂之子，本與杜婉琴有婚約，後取消。追求余雪萊。和母親一起離開父親，最後從軍而去。                                                                     |
| 洋     | 韋文福                                           | 執法處推事，因怕父親是革命黨的秘密泄漏而將廣勝長期監禁。曾與梁凱明通姦、並想活埋私生子。身敗名裂、家破人亡後，落得瘋癲收場。                             |
| 程可為 | 周玲                                             | 韋文福之妻，因爭奪家產而毒殺韋家多人。最後被韋文福所逼，自殺身亡。                                                                                       |
| 趙雅芝 | 韋婷                                             | 韋文福、李氏之女，本與翁世昌有婚約，後取消。與馬俊中相愛。                                                                                               |
| 羅宏   | 韋華                                             | 韋文福、周玲之子。被周玲毒殺。 |
| 石堅   | 韋舜堯                                           | 韋文福之父，上海文化教育廳廳長，革命黨之內應。 |
| 何碧貞 | 韋李氏                                           | 韋婷之生母，早死。 |
| 李鵬飛 | 李學仁                                           | 韋婷之外公，被周玲毒殺。 |
| 葉萍   | 李張氏                                           | 韋婷之外婆，被周玲毒殺。 |
| 鄭子敦 | 鴻叔                                             | 韋家老工人，被周玲毒殺。 |
| 余慕蓮 | 阿馨                                             | 韋家傭人 |
| 江文聲 | 雷醫生                                           | 韋家的家庭醫生 |
| 江濤   | 杜國材                                           | 本為貨船潮安號上的押船，與林志楠毀害陳廣勝。後成為上海的銀行家。最後銀行破產、妻子離異、女兒私奔。                                                       |
| 林建明 | 梁凱明                                           | 杜國材之妻，先與韋文福通姦生下何江生，後與羅叔狄私通。                                                                                                   |
| 莊文清 | 杜婉琴                                           | 杜國材之女，本與林天賜有婚約，後取消。最後與施素素私奔。                                                                                                 |
| 錢秀蓮 | 施素素                                           | 杜婉琴的鋼琴教師，最後與杜婉琴私奔。 |
| 羅國維 | 羅叔狄                                           | 政要秘書，與梁凱明鬼混。 |
| 黃韻材 | - 何江生 - 譚運行                                | 韋文福與梁凱明之私生子、殺死養母及洛興。冒充南洋橡膠大亨之子譚雲行，因貪圖杜國材之財富而追求杜婉琴。                                                     |
| 黃宗賜 | 何江生童年                                       | |
| 吳桐   | 何永健                                           | 元博士家中管家，何江生出生時將他救出。 |
| 李潔瑩 | 蘇氏                                             | 何永健大嫂，何江生養母。被何江生所殺。 |
| 劉一帆 | 譚天偉                                           | 冒認南洋橡膠大王及譚運行之父 |
| 藍天   | 余軍長                                           | 被下屬林志楠出賣及殺害。 |
| 上官玉 | 余夫人                                           | 余軍長之妻，被林志楠賣入青樓。 |
| 余安安 | 余雪萊                                           | 余軍長之女，後被元灝正從青樓救出。愛慕元灝正。 |
| 黃新   | 馬理                                             | 馬理船務公司東主，對陳廣勝有恩。 |
| 黃元申 | 馬俊中                                           | 馬理之子，與韋婷相戀。 |
| 韋以茵 | 馬慧中                                           | 馬理之女。 |
| 余家倫 | 劉德輝                                           | 馬慧中男友，後為其丈夫。 |
| 陳劍雲 | 獨眼龍                                           | 馬理船務公司之會計。 |
| 陳東   | 阿朗                                             | 馬理船務公司之職員。 |
| 江毅   | 洛興                                             | 本為裁縫，後在潮安開了潮興客棧。好賭，因賈老闆被殺而入獄。和何江生是一起被囚，最後因勒索何江生而被所殺。                                                 |
| 許瑩英 | 洛興之妻                                         | 欲和洛興刺死來買明珠的賈老闆，結果和賈老闆一起死去。 |
| 劉松仁 | 畢康                                             | 報社編輯 |
| 關聰   | 翁世昌                                           | 林天賜的好友。本和韋婷有婚約，後因知道父親是被韋舜堯所殺而取消婚約。                                                                                     |
| 王天林 | 翁師長                                           | 翁世昌之父，在靜安西路被韋舜堯所殺。 |
| 羅蘭   | 秀姑                                             | 杭州妓院老闆，買下余雪萊。 |
| 陳喜蓮 | 小眉                                             | 在杭州會景巡遊引誘林天賜，使他被山賊綁架。 |
| 狄波拉 | 蔡夫人                                           | 上海社交界名媛 |
| 盧遠   | 黎兆光                                           | 警察廳長，欲認識蔡夫人 |
| 盧大偉 | 黎狄光                                           | 黎兆光之弟 |
| 李國麟 | 老四                                             | 警員 |
| 蔡麗貞 | 歌女                                             | |
| 黎雯   | 孤兒院修女                                       | |
| 謝月美 | 孤兒院修女                                       | |
| 蕭亮   | 李律師                                           | |
| 熊德誠 | 律師                                             | |
| 金雷   | 走私客                                           | |

## 劇情
故事發生在民國二年的汕頭，貨船潮安號上年輕有為的大副陳廣勝（鄭少秋飾），深受上司賞識，被提拔為船主，並將與愛人梅秀娣（黃淑儀飾）結婚。不幸，因秀娣表哥林志楠（黃植森飾）和押船杜國才（江濤飾）的嫉妒，兩人以匿名信誣告廣勝是革命黨人，令廣勝在婚禮前被捕。執法處推事韋文福（于洋飾）為掩蓋其父韋舜堯（石堅飾）是革命黨內應的祕密，未經正式審訊便將廣勝終身囚禁在位於荒島的虎頭崖監獄。
在監獄裏，廣勝結識了被囚的滿清遺老葉成蔭（關海山飾），並從成蔭對案情分析，廣勝知道自己是被杜國材、林志楠和韋文福所害。成蔭向廣勝教授英語、日語、法語等外語、及各種社交禮儀和學術知識，臨終時更送給廣勝一張寶藏圖。被囚十四年後，廣勝藉成蔭死時的契機成功越獄；越獄他先改名黃力，在白鯊島找到寶藏，一躍成為富翁。之後他到了上海，化身為三個不同的身份：富翁元灝正博士、魏神父和日本銀行家吉田幸夫，展開了他的報仇大計。
廣勝在復仇行動前先報恩。當年船運公司的老闆馬理（黃新飾）對他恩重如山，因此廣勝暗中拯救瀕臨破產的船運公司，清還其一切債務，並扶持其子馬俊中（黃元申飾）。
已改名林武堂的林志楠是廣勝復仇的首個目標。廣勝發現林志楠十多年前曾在戰場上賣主求榮出賣主公余軍長，殺死余軍長後，更將余的妻女賣入青樓。多年後，廣勝在杭州贖回余軍長之女雪萊（安安飾），讓她在公開場合揭露林志楠的醜聞。志楠得知一切是元博士所安排，遂欲殺害他時卻發現他竟是當年被自己陷害的廣勝，之後他更得知秀娣與兒子天賜（石修飾）因厭惡他的惡行而捨他而去，悔恨之下舉槍自盡。
法官韋文福是廣勝復仇的第二個目標。多年前韋文福與杜國才之妻梁凱明（林建明飾）通姦誕下私生子。為免聲譽受損，韋文福將剛出生的私生子活埋地下。何永健（吳桐飾）及時救出嬰兒，交由他的大嫂蘇氏撫養，取名何江生（黃允才飾）。江生自小缺乏管教，誤入歧途，最終鋃鐺入獄。廣勝將江生從監獄救出，並讓他以南洋橡膠大亨之子譚雲行身分進入上流社會。後來，廣勝安排江生在法庭上公開指證其父通姦殺子之惡行，使韋文福名譽掃地。廣勝還誘導韋文福的妻子周玲（程可為飾）使用毒藥，周玲為爭奪遺產多次毒害家族成員。韋文福發現後，逼周玲自盡。周玲在臨死前毒殺了兒子韋華。韋文福承受不住身敗名裂、家破人亡的連番打擊，落得瘋癲收場。
銀行家杜國才是廣勝復仇的最後一個目標。廣勝利用謠傳煽動群眾對杜國才的銀行擠提，進而設計從慈善基金中提取巨額資金，使杜國才財務困境加劇，銀行破產兼信譽毀滅的杜國才到杭州提取了六百萬元鉅款，但被廣勝安排的山賊押入賊穴，飢餓難耐的杜國才每次要食物或水都要付五萬元，使後他最後只剩下五萬元。廣勝原欲殺死杜國才，但因先前韋華之死感到懊悔，最終選擇放過杜國才。杜國才回到上海，在家中發現妻子凱明與羅叔狄（羅國維飾）同居，盛怒下將二人醜事在報章公開，他之後逃至西安躲避羅叔狄之報復。
廣勝成功摧毀三個仇人後，開始為過度的報復而感懊悔。他希望能與秀娣再續前緣，但秀娣因仍想念亡夫而拒絕。廣勝本想讓雪萊離開，但雪萊不願。最後，廣勝攜雪萊踏上全新的旅程，倆人共度新生。

## 花絮
劇中陳廣勝在白鯊島的尋寶潛水鏡頭，是於當時開幕不久的海洋公園水族館內拍攝。
為宣傳劇集，TVB舉辦了名為「大報復尋金熱」遊戲節目。獲獎字條藏於玻璃瓶內再投放海上，大獎為二十両黃金。
劇集播放時只有主題音樂，由顧嘉煇作曲。及後鄭少秋出唱片時才由盧國沾填上歌詞，收錄在《陸小鳳》大碟內。這首由鄭少秋原唱的主題曲，在1979年被張國榮重唱並錄在他的第二張大碟《情人箭》中。

## 上映資訊
| 英屬香港 無綫電視翡翠台 翡翠劇場星期一至五 19:05-20:00 | 英屬香港 無綫電視翡翠台 翡翠劇場星期一至五 19:05-20:00 | 英屬香港 無綫電視翡翠台 翡翠劇場星期一至五 19:05-20:00 |
| ------------------------------------------------------ | ------------------------------------------------------ | ------------------------------------------------------ |
|                                                        | - 大報復 - （1977年5月1日 - 1977年7月29日）            |                                                        |
| - 狂潮 - （1976年11月1日 - 1977年4月29日）             | - 家變 - （1977年8月1日 - 1977年12月30日）             |                                                        |

## 外部連結
- 無線電視長編經典劇集(1976-1980)
- 《大報復》The Great Vendetta
- 《大報復》 GOTV 第1集重溫
- 互联网电影数据库（IMDb）上《大報復》的资料（英文）
- 豆瓣电影上《大報復》的資料 （简体中文）